# Лустун

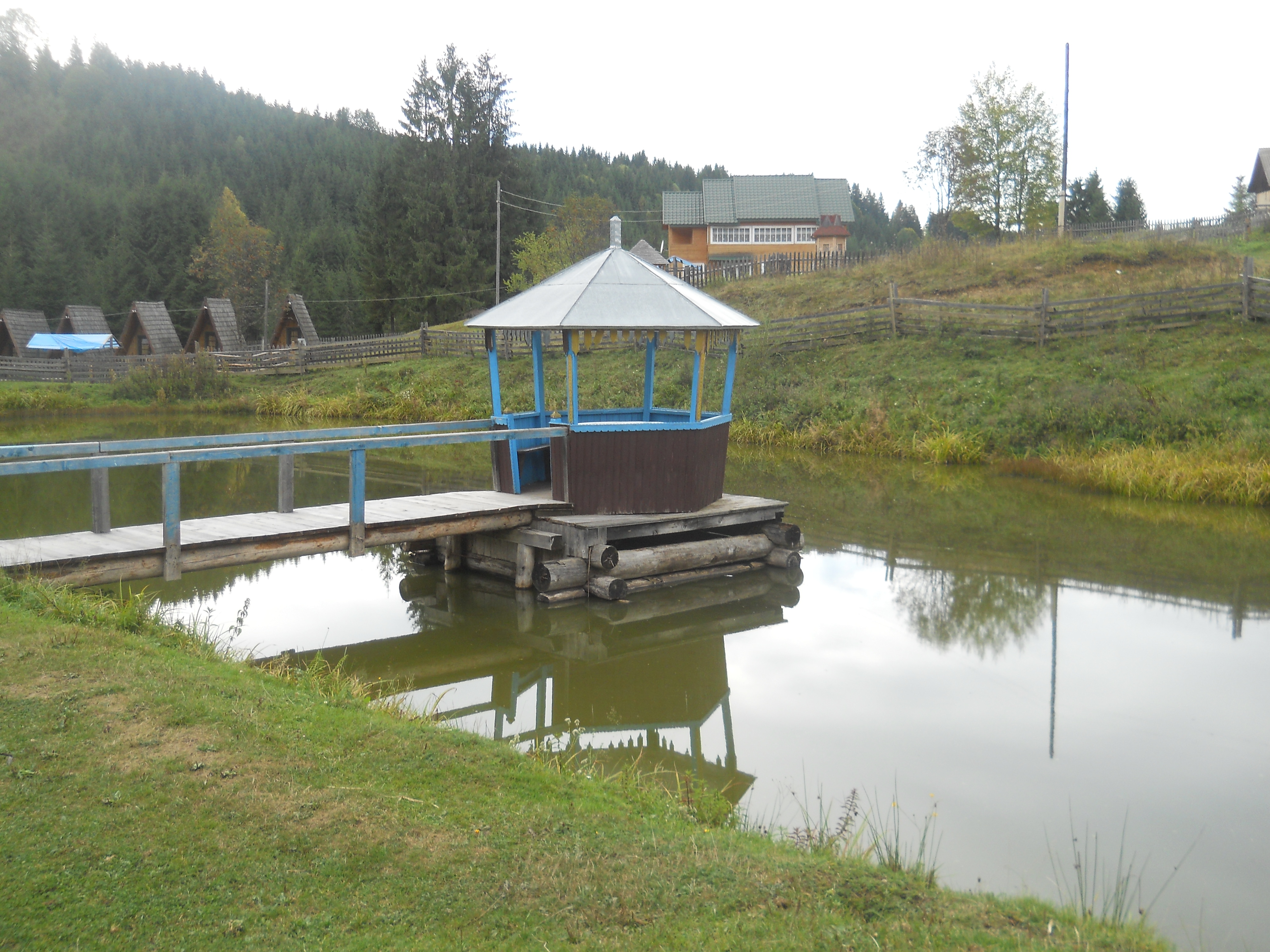

Лусту́н — село у Селятинській сільській громаді Вижницького району Чернівецькій області України.

## Географія
На південно-східній околиці села бере початок річка Лустун, права притока Путилки.

## Населення

### Мова
Розподіл населення за рідною мовою за даними перепису 2001 року:
| Мова       | Кількість | Відсоток |
| ---------- | --------- | -------- |
| українська | 234       | 100%     |